# Reidar Bjørnestad
Reidar Bjørnestad (Sandviken, 1949. szeptember 9. – 2005. március 9.) norvég nemzetközi labdarúgó-játékvezető. Polgári foglalkozása gyermekgondozói pedagógus.

## Pályafutása

### Nemzeti játékvezetés
A játékvezetői vizsgát 1967-ben szerezte meg, 1971-ben országos, 1973-ban I. Ligás játékvezető. Az aktív nemzeti játékvezetéstől 1985-ben vonult vissza. Első ligás mérkőzéseinek száma: 103.

#### Nemzeti kupamérkőzések
Vezetett Kupa-döntők száma: 1.

##### Norvég labdarúgókupa
| Időpont           | Helyszín               | Mérkőzés típusa | Mérkőzés               | Eredmény | Nézők száma |
| ----------------- | ---------------------- | --------------- | ---------------------- | -------- | ----------- |
| 1978. október 22. | Ullevaal Stadion, Oslo | döntő           | Lillestrøm SK–SK Brann | 2 : 1    | 23 534      |

### Nemzetközi játékvezetés
A Norvég labdarúgó-szövetség Játékvezető Bizottsága (JB) 1977-ben terjesztette fel nemzetközi játékvezetőnek, a Nemzetközi Labdarúgó-szövetség (FIFA) bíróinak keretébe. Több nemzetek közötti válogatott és klubmérkőzést vezetett. A norvég nemzetközi játékvezetők rangsorában, a világbajnokság-Európa-bajnokság sorrendjében többedmagával a 13. helyet foglalja el 2 találkozó szolgálatával. Nemzetközi mérkőzéseinek száma: 7 A válogatott; 13 nemzetközi klubmérkőzés; 7 UEFA-kupa és 3 Intertoto találkozó. Az aktív nemzetközi játékvezetéstől 1985-ben búcsúzott.

#### Labdarúgó-világbajnokság
A világbajnoki döntőhöz vezető úton Spanyolországba a XII., az 1982-es labdarúgó-világbajnokságra a FIFA JB bíróként alkalmazta.

##### 1982-es labdarúgó-világbajnokság

###### Selejtező mérkőzés
| Időpont            | Helyszín                    | Mérkőzés típusa           | Mérkőzés     | Eredmény | Nézők száma |
| ------------------ | --------------------------- | ------------------------- | ------------ | -------- | ----------- |
| 1981. november 18. | Westfalen Stadion, Dortmund | előselejtező (1. csoport) | NSZK–Albánia | 8 : 0    | 40 000      |

#### Labdarúgó-Európa-bajnokság
Az európai-labdarúgó torna döntőjéhez vezető úton Franciaországba a VII., az 1984-es labdarúgó-Európa-bajnokságra az UEFA JB játékvezetőként foglalkoztatta.

##### 1984-es labdarúgó-Európa-bajnokság

###### Selejtező mérkőzés
| Időpont           | Helyszín                       | Mérkőzés típusa           | Mérkőzés                 | Eredmény | Nézők száma |
| ----------------- | ------------------------------ | ------------------------- | ------------------------ | -------- | ----------- |
| 1983. április 17. | Dziesięciolecia Stadion, Varsó | előselejtező (2. csoport) | Lengyelország–Finnország | 1 : 1    | 70 000      |

#### Északi Kupa
Az észak európai országok nemzetközi labdarúgó tornát alakítottak, hogy lehetőségük legyen felmérni nemzeti válogatottjainak formáját.
| Időpont        | Helyszín                        | Mérkőzés típusa | Mérkőzés         | Eredmény |
| -------------- | ------------------------------- | --------------- | ---------------- | -------- |
| 1980. május 7. | Marcel Saupin Stadion, Göteborg | felkészülési    | Svédország–Dánia | 0 : 1    |

## Sportvezetőként
1991-1995 között a Norvég Labdarúgó-szövetség (NFF) JB elnöke. 1986-tól UEFA JB ellenőr. 2000-2004 között az UEFA JB tagjaként oktatással és nemzetközi ellenőrzéssel foglalkozott.